# Zamkowe Dumycze
Zamkowe Dumycze (ukr. Думичі, Dumyczi) – wieś na Ukrainie, w obwodzie lwowskim, w rejonie lwowskim (wcześniej w rejonie żółkiewskim). W 2001 roku liczyła 658 mieszkańców.